# قره‌تپه (آق‌قلا)
قره تپه روستایی در دهستان آق التین بخش مرکزی شهرستان آق قلا استان گلستان ایران است.

## جمعیت
بر پایه سرشماری عمومی نفوس و مسکن در سال ۱۳۹۵ جمعیت این مکان ۴۳۵ نفر (۱۲۹خانوار) بوده‌است.